# Caradiophyodus saradae
Caradiophyodus saradae (лат.) — ископаемый вид перепончатокрылых наездников, единственный в составе рода † Caradiophyodus и семейства † Caradiophyodidae (Platygastroidea). Один из древнейших представителей паразитических перепончатокрылых. Ископаемые остатки обнаружены в меловом бирманском янтаре (около 99 млн лет).

## Описание
Мелкие перепончатокрылые наездники. Длина тела 1,3 мм, длина переднего крыла 0,55 мм. Усики 15-члениковые, сегменты в основном поперечные, педицель с вентральным фланцем, длиннее, чем скапус; папиллярная сенсилла на поверхности вершинных антенномеров. Лапки 5-члениковые, формула голенных шпор 1-1-2. Дорзум головы с отчётливым изогнутым «подковообразным» приподнятым склеритом вдоль внутреннего края глаз; подглазничные склериты расположены ниже глаз; переднеспинка простирается назад до тегул; пронотальный киль отсутствует; переднее крыло с маленькой птеростигмой и субмаргинальной жилкой, доходящей до края крыла; ункус отсутствует; анальные лопасти на задних крыльях отсутствуют.
Вид Caradiophyodus saradae был впервые описан по голотипу в бирманском янтаре в 2023 году американскими энтомологами George Poinar, Jr. (Department of Integrative Biology, Oregon State University, Corvallis, США) и Fernando E. Vega (США). Вид включён в состав отдельного рода Caradiophyodus и семейства † Caradiophyodidae Poinar & Vega, 2023 из надсемейства Platygastroidea.

## Этимология
Видовое название C. saradae дано в честь Сарады Кришнан (Dr. Sarada Krishnan) за её вклад в исследования генетических ресурсов кофе. Д-р Кришнан является директором программ Глобального фонда разнообразия сельскохозяйственных культур (Global Crop Diversity Trust) в Бонне (Германия) и исполнительным директором International Women’s Coffee Alliance. Родовое название Caradiophyodus происходит от сочетания двух латинизированных греческих слов: «Cara» (от греческого «Kara» = голова) и «diaphyodus» (от греческого «diaphye» = расщелина или разлом), в связи с углублением (расщелиной) в голове ископаемого.